# Riccardo Capaccioni
Riccardo Capaccioni (Vintimille, 7 juin 1977) est un pétanqueur et directeur sportif italien. Depuis mai 2017, il est l'entraîneur de l'équipe nationale italienne de pétanque.

## Carrière

### En tant que joueur
Il a fait ses débuts en 1990, dans la catégorie des moins de 14 ans, avec l'U.B. Roverino avec qui, trois ans plus tard, en 1993, il débute en Serie A comme l'un des plus jeune âge[pas clair]. À partir de cette saison et continuellement jusqu'en 2010, il a toujours participé à la meilleure série nationale. Durant la saison 2000, il portait les couleurs de la Ferrero-Caldera, aux côtés de joueurs tels que Sturla, Bruzzone, Suini, Bellabene, Caudera et Granaglia.  